# Бій за Анкону
Бій за Анкону — низка боїв між польськими військами, що діяли у складі британської армії та німецькими військами за опанування італійським містом Анкона на адріатичному узбережжі в період з 16 червня по 18 липня 1944 року, що сталися за часів Італійської кампанії в ході Другої світової війни. Метою наступальних дій союзників було захоплення зручного морського порту на східному узбережжі Апеннінського півострову для покращення шляхів комунікацій у цьому регіоні театру воєнних дій.

## Історія
7 червня 1944 року 3-тя Карпатська стрілецька дивізія Війська Польського змінила на фронті 4-ту індійську піхотну дивізію, що діяла на східному фланзі італійського фронту та продовжила наступ поздовж шосе № 16. З 15 червня II польський корпус, який з оперативної точки зору підпорядковувався британській 8-ій армії, до складу якого входила дивізія, розпочав наступ паралельно узбережжю Адріатичного моря, долаючи спротив німецьких військ.
Німецькі дивізії широко застосовували систему фортифікаційних споруд та рубежів, спираючись на річкову систему. 18 червня польські формування зайняли Пескару. Долаючи потужні оборонні позиції поляки поступово просувалися вперед і незабаром опанували Лорето, Реканаті, Озімо, Кастельфідардо.
Однак на підступах до міста Анкона противник чинив запеклий опір та всіляко перешкоджав визволенню міста. 21 червня польські підрозділи досягли ворожих рубежів на річці Чієнті, де зав'язалися бої, що тривали до 30 числа.
Врешті-решт військам союзників вдалося утворити півкільце навколо Анкони і 17 липня розпочалася генеральна офензива. О 6 годин ранку після потужної артилерійської підготовки атаки польські танкові підрозділи прорвали оборонні рубежі німців та обійшли їх з флангу. Одночасно підрозділи Війська Польського опанували селище Казенове, у той час, як британські та канадські війська захопили Монтеккьо та Кроче ді Сан-Вінчецо. До вечора 17 липня польські формування вже наблизились безпосередньо до Анкони і зайняли Агульяно, а наступного ранку Оффанья.
Зранку 18 числа польські передові танкові підрозділи прорвалися до Адріатичного моря північно-західніше Анкони, відрізавши німецький гарнізон у місті. Німці відступили, практично припинивши чинити опір, і близько 14:30 передові загони союзної армії вступили до Анкони.
Опанування важливого порту Анкони, що було проведене практично самостійно польськими військами, значно полегшило військам союзників проведення подальших бойових дій у напрямку Ріміні і на «Готської лінії». Британський 7-й гусарський полк Її Королівської величності за дії в битві за Анкону у взаємодії з польськими військами отримав бойову відзнаку з назвою «Анкона».